# Świątynia Jietai
Świątynia Jietai (戒台寺, pinyin: Jiètāi Sì) – świątynia buddyjska znajdująca się 35 kilometrów na zachód od centrum Pekinu, na stoku wzgórza Ma’an, około 8 kilometrów na południowy zachód od świątyni Tanzhe.
Świątynię zbudowano w 622 roku i nadano jej nazwę Huiju. W czasach dynastii Liao mnich imieniem Fajun odnowił świątynię i wzniósł w niej ołtarz, przy którym wyświęcano nowych buddyjskich duchownych. Od ołtarza tego pochodzi obecna nazwa świątyni. Wykonany z marmuru, trzypoziomowy, ma 5 metrów wysokości i jest ozdobiony ponad setką posągów. Usytuowany jest w północno-zachodniej części świątyni. Koło ołtarza stoi mająca 3,4 m wysokości rzeźba Siakjamuniego, naprzeciwko której umieszczono jedenaście drewnianych krzeseł i ołtarz wykonany z drzewa różanego, przyozdobiony smokami, wykorzystywany podczas święceń. Obok ołtarza znajduje się także główny pawilon świątyni – pawilon Mahawiry. Na południe od niego znajduje się dziedziniec z dwiema pagodami; jedna pochodzi z czasów dynastii Liao, druga z czasów dynastii Yuan. Oprócz głównych budynków w świątyni mieszczą się kamienne filary z buddyjskimi inskrypcjami.
Zbudowana na wzniesieniu i otoczona warownym czerwonym murem świątynia swoim wyglądem przypomina górską twierdzę. Teren świątyni podzielony jest na kilka dziedzińców, porośniętych sosnami i cyprysami. Wiele drzew liczy sobie kilkaset lat; do najsłynniejszych należą m.in. Drzewo Dziewięciu Smoków z gałęziami przypominającymi smoki wzbijające się w niebo, Sosna Leżącego Smoka, Sosna Iśwary oraz Sosna Obejmująca Wieżę.